# 王玉山 (1910年)
王玉山（1910年—1968年），艺名水上漂。山西五台县人。中华人民共和国戏剧演员。

## 生平
幼年丧父，家境贫寒，母亲改嫁河北平山，一度流落街头，后赖伯父收养。13岁学戏，拜宋成名学旦角，被誉为“二明旦”。继随宋成名赴包头，拜李子健为师学艺，尽得子健真传。从此声名鹊起，名噪关南五县和张垣、绥包一带。抗日战争时期，进入晋察冀军区二分区五大队，自编自演抗日剧目《模范女子爱国》，颇受观众欢迎。1939年赴盂县演出，因汉奸告密，险为日军所捕，后潜逃包头，以演戏为生。1947年，国军三十六军接管李富春剧团后，任上尉队长。1948年包头解放后，曾随绥蒙剧团赴河北，为解放军进行慰问演出40余天。九·一九起义后，定居包头，历任漠南剧团团长及附属剧校校长、包头市晋剧团团长、中国戏剧家协会会员。代表剧目有《百花点将》、《血手印》、《挂画》、《秦香莲》、《红娘》、《三上轿》、《凤台关》等。文化大革命初期受到残酷迫害，1968年含冤逝世，时年58岁。1978年8月为之平反。